# Clairon
Pour les articles homonymes, voir Clairon (homonymie).

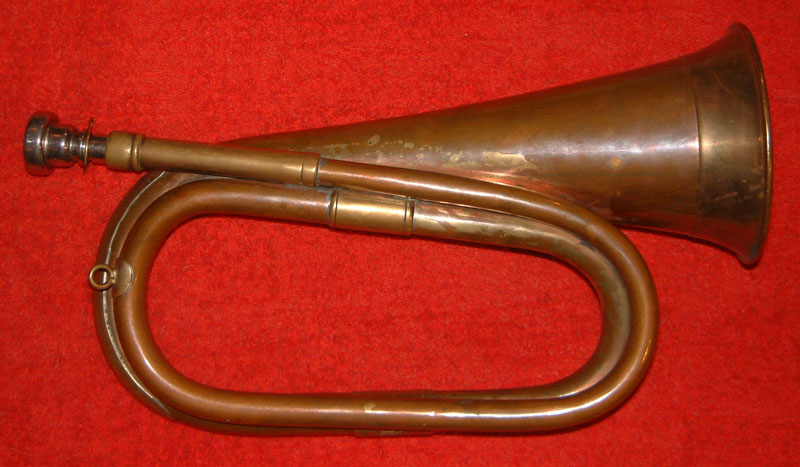
Clairon.

Le clairon est un instrument à vent de la famille des cuivres. C'est un des cuivres les plus simples puisqu'il ne possède ni piston ni coulisse et fait donc partie des instruments à son naturel. La tonalité en si{\displaystyle \flat }, le tube conique et le son doux du clairon le distinguent de la trompette de cavalerie au son plus éclatant et à la gamme différente, avec laquelle il est souvent confondu.
Le clairon est originellement un instrument d'ordonnance, c'est-à-dire qu'il sert à la transmission des ordres militaires grâce à des sonneries facilement reconnaissables ("L'appel", "Le rassemblement", "Garde à vous", "Aux couleurs", "À la soupe", "Aux caporaux", "Au courrier", "Commencez le feu", etc.). 
Par extension, celui qui sonne de cet instrument est également appelé un clairon.

## Origine
Sous sa forme actuelle, le clairon traditionnel français en si{\displaystyle \flat } a été inventé en 1822 par le fabricant Antoine Courtois. Le nom même désignait, au Moyen Âge, un instrument à vent similaire.  C'est un instrument d'ordonnance de l'infanterie et de la marine, parfois repris par les musiques militaires, notamment par les cliques (formations uniquement composées, en France, de tambours et de clairons).

## Principe de jeu et écriture

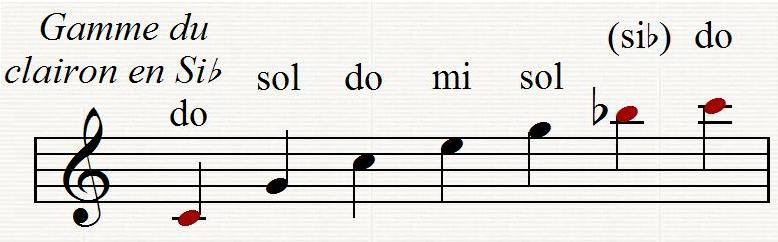
Notes du clairon (en ut, le son réel étant plus grave d'un ton (si).

Le clairon ne possédant aucun mécanisme (clef, piston ou coulisse) pour modifier sa tonalité de base, le joueur de clairon est limité aux harmoniques naturelles de l'instrument. La note fondamentale est le si bémol (si {\displaystyle \flat }(1)), qui pour l'instrumentiste correspond au do Pédale (du fait de sa tonalité en si{\displaystyle \flat }), et est d'ailleurs assez inaccessible.
La gamme commence donc sur la deuxième harmonique ; en réalité, la majorité des pièces jouées au clairon n'utilisent que les 4 notes fa(3), si{\displaystyle \flat }(3), ré(4) et fa(4) (notes données en ut). Le changement de note est obtenu en faisant varier la pression et la fréquence de vibration de l'air dans l'instrument en serrant plus ou moins les lèvres. Les harmoniques étant concentriques dans le tube du clairon, en pinçant les lèvres, on supprime l'harmonique joué et accroche l'harmonique supérieur. La section de passage de l'air étant plus petite, l'air s'écoule plus vite mais il n'y a pas d'augmentation de pression des muscles abdominaux.
Le clairon traditionnel en si{\displaystyle \flat } s'écrit sur clef de sol transposé au ton supérieur (le son si{\displaystyle \flat } s'écrira comme un do).

## Genres musicaux

### Musique militaire

Scout du Royaume-Uni, durant la Première Guerre mondiale, sonnant au clairon le All Clear, après une attaque aérienne.

Clairon des troupes de marine françaises au Koweït après l'opération Tempête du désert.

Le clairon est encore utilisé dans certains corps traditionnels, tels l'Infanterie de Marine, la Légion et surtout la Marine, principalement pour ponctuer de sonneries réglementaires les moments important de la vie militaire (réveil, garde à vous, aux champs, aux morts, au drapeau (le salut à l’étendard se sonne à la trompette de cavalerie), "Ouvrez le ban !" ...)  et les cérémonies officielles. Même dans la Marine, les sonneries qui organisent les différentes activités de la journée, à la mer ou à quai, ("Branle-bas", "Aux postes de combat"...) sont de plus en plus pré-enregistrées.

### Orchestre d'harmonie
Le clairon est un élément à part entière de nombreuses marches militaires composées pour orchestre d'harmonie. L'une des plus connues est la Marche de la 2e DB composée en l'honneur de la 2e division blindée du général Leclerc, et dont l'introduction est exécutée en soli par la section de clairons.

### Orchestre de batterie-fanfare
Le clairon est, avec la trompette de cavalerie et le cor de chasse, un élément constituant des orchestres de batterie-fanfare. C'est dans ces ensembles que l'instrument est utilisé au mieux de ces capacités dans un répertoire qui s'étend des traditionnelles marches de défilé au jazz (avec notamment les compositions du tubiste Marc Steckar), en passant par la variété. Les pièces sont généralement écrites pour deux ou trois voix de clairon, et quelques pièces lui offrent une partie solo. On trouve également dans l'orchestre de batterie-fanfare le clairon basse, un clairon de longueur double du clairon traditionnel, et qui sonne une octave plus bas.

## Folklore
Le clairon est un accessoire central de la fête des conscrits, tradition toujours en vigueur dans certaines contrées de France, en particulier le Haut-Doubs, tradition née à l'époque du conseil de révision, qui statuait sur l'aptitude des jeunes gens au service militaire.